# Ohio Wesleyan University
Ohio Wesleyan University (OWU) er et amerikansk universitet grundlagt i 1842. Det ligger i Delaware, Ohio. Universitetet er opkaldt efter John Wesley (1703-1791), Metodistkirkens grundlægger.

## Ekstern henvisning
- Wikimedia Commons har flere filer relateret til Ohio Wesleyan University
- Ohio Wesleyan University